# KG Frankfurt (Oder)-Eisenhüttenstadt
Die Kampfgemeinschaft Frankfurt (Oder)-Eisenhüttenstadt ist eine Ringkampfgemeinschaft der beiden brandenburgischen Vereine RSV Hansa 90 Frankfurt (Oder) und Eisenhüttenstädter RC, die von 2005 bis 2011 in der Ringer-Bundesliga antrat.
Die Mannschaft trägt ihre Heimkämpfe in der Frankfurter Brandenburg-Halle aus, die rund 2500 Zuschauern Platz bietet. Des Weiteren stehen die Inselhalle in Eisenhüttenstadt und die Frankfurter Oderlandhalle zur Verfügung.
Frankfurt ist Olympiastützpunkt und gilt als Leistungs-Stützpunkt im griechisch-römischen Stil. In der Saison 2010/11 standen so unter anderem Florian Crusius und Marcus Thätner im Kader der KG. Nach dieser Saison, die auf Platz sieben in der Staffel Ost abgeschlossen wurde, zog sich die Kampfgemeinschaft aus der Bundesliga zurück. Sie trat 2011/12 in der drittklassigen Regionalliga an und belegte dort den fünften Platz unter sieben Mannschaften.

## Saisonübersicht
| Platzierungen seit 2000 | Platzierungen seit 2000 | Platzierungen seit 2000        | Platzierungen seit 2000 | Platzierungen seit 2000 |
| ----------------------- | ----------------------- | ------------------------------ | ----------------------- | ----------------------- |
| 2000/01                 | 2. Liga                 | 2. Bundesliga Ost              | Platz 2 (von 08)        |                         |
| 2001/02                 | 2. Liga                 | 2. Bundesliga Ost              | Platz 4 (von 10)        |                         |
| 2002/03                 | 2. Liga                 | 2. Bundesliga Ost              | Platz 6 (von 10)        |                         |
| 2003/04                 | 2. Liga                 | 2. Bundesliga Ost              | Platz 2 (von 09)        |                         |
| 2004/05                 | 2. Liga                 | 2. Bundesliga Ost              | Platz 1 (von 10)        | Aufstieg                |
| 2005/06                 | 1. Liga                 | Bundesliga Nord                | Platz 6 (von 08)        |                         |
| 2006/07                 | 1. Liga                 | Bundesliga Nordost             | Platz 3 (von 06)        |                         |
| 2007/08                 | 1. Liga                 | Bundesliga Nord                | Platz 3 (von 08)        | Achtelfinale            |
| 2008/09                 | 1. Liga                 | Bundesliga Nord                | Platz 3 (von 08)        | Achtelfinale            |
| 2009/10                 | 1. Liga                 | Bundesliga Ost                 | Platz 9 (von 10)        | Relegation              |
| 2010/11                 | 1. Liga                 | Bundesliga Ost                 | Platz 7 (von 10)        | Rückzug                 |
| 2011/12                 | 3. Liga                 | Regionalliga Mitteldeutschland | Platz 5 (von 07)        |                         |
| 2012/13                 | 3. Liga                 | Regionalliga Mitteldeutschland | Platz 3 (von 08)        |                         |